# Венгрия на летних Олимпийских играх 1904
Из венгерской части Австро-Венгрии на летних Олимпийских играх 1904 было  четыре спортсмена в двух видах спорта. Команда заняла пятое место в общекомандном зачёте.

## Медалисты

### Золото
| Золото |               |                                     |
| №      | Спортсмены    | Вид спорта (дисциплина)             |
| 1      | Золтан Халмаи | Плавание (50 ярдов вольным стилем)  |
| 2      | Золтан Халмаи | Плавание (100 ярдов вольным стилем) |

### Серебро
| Серебро |            |                                  |
| №       | Спортсмены | Вид спорта (дисциплина)          |
| 1       | Геза Кишш  | Плавание (1 миля вольным стилем) |

### Бронза
| Бронза |            |                                     |
| №      | Спортсмены | Вид спорта (дисциплина)             |
| 1      | Геза Кишш  | Плавание (880 ярдов вольным стилем) |

## Результаты соревнований

### Лёгкая атлетика
| Соревнование            | Спортсмен   | Полуфинал  | Полуфинал | Дополнительный раунд | Дополнительный раунд | Финал      | Финал     |
| Соревнование            | Спортсмен   | Результат  | Место     | Результат            | Место                | Результат  | Место     |
| ----------------------- | ----------- | ---------- | --------- | -------------------- | -------------------- | ---------- | --------- |
| 60 метров               | Бела Мезо   | неизвестен | 4         | не прошёл            | не прошёл            | не прошёл  | не прошёл |
| 100 метров              | Бела Мезо   | неизвестен | 3         |                      |                      | не прошёл  | не прошёл |
| Прыжки в длину          | Бела Мезо   |            |           |                      |                      | неизвестен | 7-10      |
| Прыжки в высоту         | Лайош Гёнци |            |           |                      |                      | 1,75 м     | 4         |
| Прыжки в высоту с места | Лайош Гёнци |            |           |                      |                      | 1,35 м     | 5         |

### Плавание
| Соревнование             | Спортсмены    | Полуфинал | Полуфинал | Финал           | Финал |
| Соревнование             | Спортсмены    | Результат | Место     | Результат       | Место |
| ------------------------ | ------------- | --------- | --------- | --------------- | ----- |
| 50 ярдов вольным стилем  | Золтан Халмаи | 29,6 с    | 1         | 28,2 с / 28,0 с | 1     |
| 100 ярдов вольным стилем | Золтан Халмаи | 1:06,2    | 1         | 1:02,8          | 1     |
| 880 ярдов вольным стилем | Геза Кисс     |           |           | неизвестен      | 3     |
| 1 миля вольным стилем    | Геза Кисс     |           |           | 28:28,2         | 2     |